# 5G NR
5G NR(뉴 라디오/New Radio)은 5G(5세대) 모바일 네트워크를 위해 3GPP가 개발한 새로운 라디오 액세스 테크놀로지(RAT)이다. 5G 네트워크의 무선 인터페이스를 위한 글로벌 표준으로 설계되었다.
3GPP 사양의 38개 시리즈는 NR 뒷편의 기술적 상세 정보(LTE를 넘어서는 RAT)를 제공한다.
3GPP 내의 NR의 연구는 2015년 시작되었으며 1세대는 2017년 말에 이용이 가능하게 되었다. 3GPP 표준화 작업이 진행 중이었던 상황에서 산업은 이미 초안 표준을 준수하는 인프라스트럭처를 구현하는 농력을 기울이기 시작했으며 1세대 대규모 4G NR 상용화는 2019년에 이루어질 것으로 예측된다.

## 주파수 대역
5G NR은 2개의 주파수 대역을 사용한다:
1. Frequency Range 1 (FR1): sub-6 GHz 주파수 대역 포함
2. Frequency Range 2 (FR2), mmWave 대역(24–100GHz)의 주파수 대역 포함

## 같이 보기
- 네트워크 서비스